# Heintzé

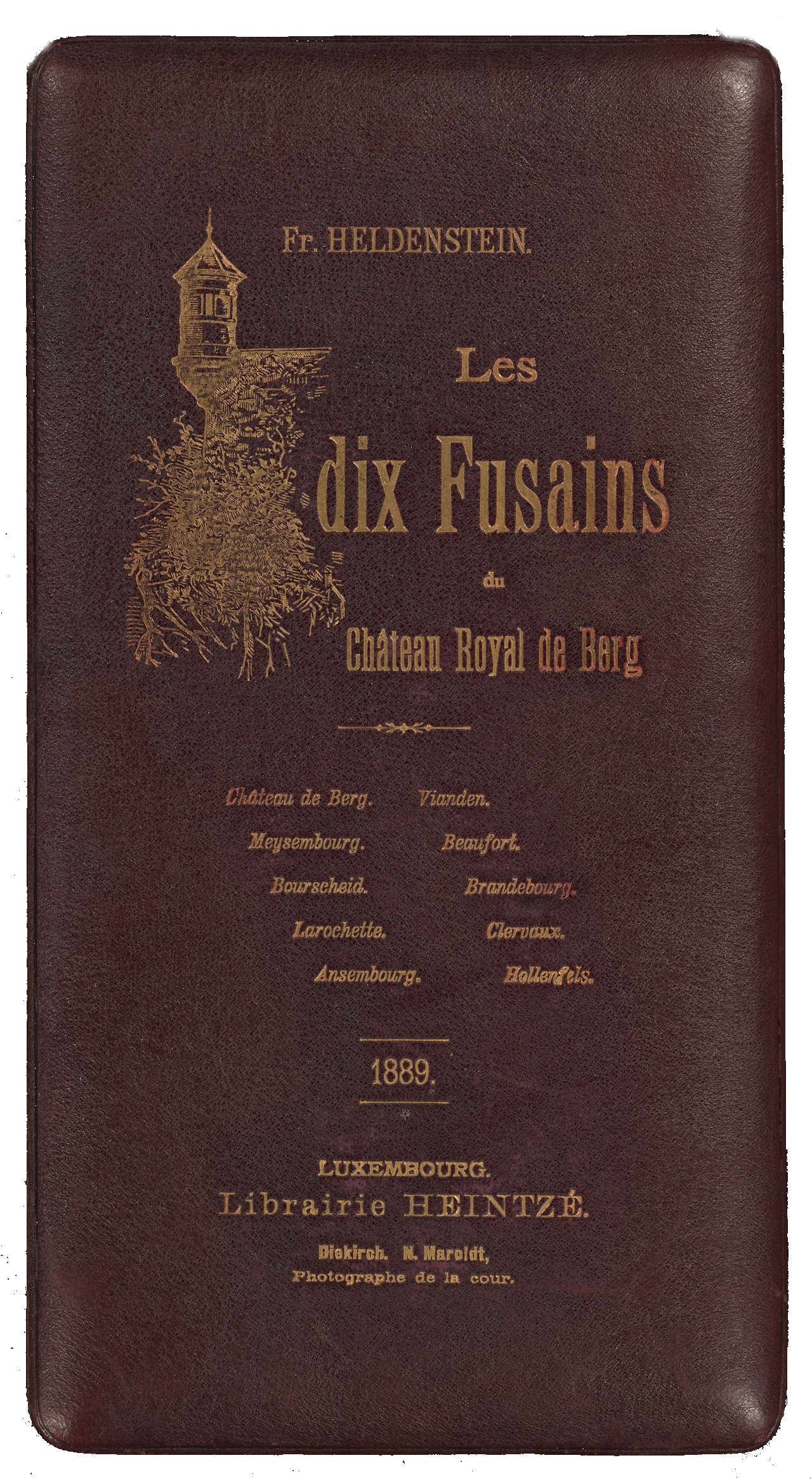
Les dix Fusains de Chateau Royal de Berg (1894)

Heintzé, ook Heintzé frères of Gebrüder Heintzé, was een Luxemburgse drukkerij, uitgeverij en (kantoor)boekhandel in Luxemburg-Stad.

## Geschiedenis
Begin 1856 openden de broers Jacques en Pierre Heintzé (1830-1880) hun drukkerij aan de Königinstraße 4 in Luxemburg-Stad. Het bedrijf was verantwoordelijk voor de uitgave van diverse kranten en bladen, waaronder de Luxemburger Anzeiger (1856) en het weekblad Luxemburger Bauernzeitung (1857), die beide binnen een jaar stopten. Van 1860 tot 1871 gaven ze het Franstalige dagblad L'Union uit. Om het lezerspubliek te vergroten, verscheen het blad vanaf juni 1871 in het Duits onder de naam Luxemburger Volks-Zeitung. Deze uitgave werd al per oktober 1871 gestaakt. Tussen oktober 1862 en november 1863 gaf Heintzé in Diekirch het tweewekelijks blad Ardenner Zeitung uit. Vanaf 1862 drukte Heintzé frères de verslagen van de Assemblée des États. Van april 1868 tot september 1871 gaven ze het blad L'Avenir uit, dat werd gedrukt bij Jean Joris. Joris begon daarna zijn eigen krant, de L'Indépendance luxembourgeoise.
In juni 1868 werd Pierre Heintzé met een aantal anderen opgepakt op last van de regering, omdat bij Heintzé frères een affiche gedrukt zou zijn dat in de nacht van 6 op 7 juni 1868 op diverse plekken in Luxemburg-Stad en omgeving was aangeplakt. De schrijver van het affiche vreesde na de Luxemburgse kwestie aansluiting bij de Noord-Duitse Bond en zag meer heil in aansluiting bij de Fransen. Heintzé zat ruim twee weken in voorarrest in de gevangenis in Grund en werd uiteindelijk veroordeeld tot een maand gevangenis. De affiches waren in Metz geschreven en gedrukt, niet door hem, maar hij werd wel verantwoordelijk gehouden voor de verspreiding. De zaak werd ondertussen draaiende gehouden door broer Jacques Heintzé. De Luxemburgse kwestie was een van de aanleidingen voor de Frans-Duitse Oorlog in 1870.
Rond 1925 werd het bedrijf overgedragen aan opvolger Hagen, die aanvankelijk de naam Heintzé bleef voeren.

## Exposities
In 1889 won Heintzé een bronzen medaille op de Exposition Universelle in Parijs.
In september 1894 toonde Heintzé op de eerste salon van de Cercle Artistique de Luxembourg in een vitrine vier werken: Le livre d'or de la ville de Luxembourg, Les dix Fusains de Chateau Royal de Berg (1894), Bundesfestung van Michel Engels en Hierschtblumen (1887), een bundel met liederen en gedichten van Michel Lentz. De livre d'or de la ville de Luxembourg werd gemaakt door Heintzé en kwam tot stand na een besluit van de Luxemburgse gemeenteraad om bijzondere en uitzonderlijke presentaties vast te leggen. In het 'Gouden boek' werden onder meer het bezoek van Winston Churchill aan de stad (1946), de benoeming van Robert Schuman tot ereburger (1949) en het bezoek van koningin Juliana (1951) genoteerd. Het originele boek was in gebruik tot er in 1971 een tweede deel moest worden gemaakt. Les dix Fusains toonde tien reproducties van houtskooltekeningen van Franz Heldenstein die in de werkkamer van Willem III in Kasteel Berg hingen, voor ze naar Paleis Het Loo werden overgebracht.

## Enkele publicaties
- 1857 F. Michelis, Lieder aus Westphalen von Eduard Michelis. Aus dem Nachlasse des Vorstorbenen und mit einer Biographie desselben eingeleiten von F. Michelis.
- 1857 N. Nilles, Maria, die mächtige Pratronin zur Eiche.
- 1860 H. Oberhoffer, Harmonie- und Compositionslehre mit besondere Rücksicht auf das Orgelspiel in kathol. Kirchen.
- 1867 Ph. Knaff, Geschichtliche Abhandlung über die Stadt und ehemalige Festung und Landrichterei Grevenmacher.
- 1871 Ph. Freimut, Der deutsch-französische Krieg und die Katkoliken.